# Rabbit at War
Rabbit at War (kurz R.A.W.) ist ein deutsches Aggrotech/Elektro Rock-Projekt aus Gießen, Hamburg, Erfurt und Arnstadt.

## Geschichte
Rabbit at War wurde Anfang 2010 von Christian Wyzinski „Hasengeneral“ als Aggrotech-Projekt gegründet. Die ersten Songs, die eher minimalistisch gehalten waren, wurden für ein Endzeit-Event produziert und dort aufgeführt. Bereits nach wenigen Monaten stand das erste Demo-Album Welcome to the Wasteland zur freien Verfügung. Im Oktober 2010 stieß F. F. Ummler zum Projekt Rabbit at War hinzu. Ursprünglich als Unterstützung für Liveauftritte insbesondere für den Hintergrundgesang gedacht, fand Ummler schnell Interesse daran die Programmierung zu übernehmen. Kurze Zeit später wurden die ersten Stücke gemeinsam produziert. Im Jahr 2010 erschien die EP Hasenhatz im Selbstverlag. Seit 2012 war Rabbit at War bei Mutant-e Records unter Vertrag, bei dem 2012 das Studioalbum Trotz Therapie veröffentlicht wurde. Anfang 2013 traten Georg „The Rabbit Beast“ K. und Christian „Drumbeer“ B. der Band als Schlagzeuger bei.
Nach Wechsel zum neuen Label Danse Macabre veröffentlichten Rabbit at War Anfang 2014 ihr viertes Album In meiner Anstalt; als besonderes Highlight stand im selben Jahr der Auftritt auf dem Wacken Open Air Festival auf dem Programm. Mit Alexandar Goldmann von Lola Angst als Gast an der Gitarre konnte das Hasenquartett auch eingefleischte Heavy-Metal-Fans für sich begeistern. Dadurch beflügelt, begann kurz darauf die Suche nach seitenzupfender Unterstützung, welche die Band mit Don Dee an der Gitarre und Baki am Bass auf 6 Musiker anwachsen ließ. 2015 eröffneten Rabbit at War im Kohlrabizirkus das Wave Gothic Treffen in Leipzig und das Line-Up wurde durch den früheren Stahlmann-Bassisten Sid Armageddon als zweiter Gitarrist ergänzt, der die Band allerdings am Ende der Tour wieder verließ.
2017 Verließen F. F. Ummler , Don Dee und Baki die Band. Nach einer langen Pause formierte sich die Band 2021 neu und Alexandar Goldmann übernahm an der Gitarre.

## Diskografie

### Alben
- 2010: Welcome to the Wasteland (Eigenvertrieb)
- 2011: Promobeats (Eigenvertrieb)
- 2012: Trotz Therapie (Mutant-e Records)[4]
- 2014: In meiner Anstalt (Danse Macabre Records)[5]
- 2022: Welcome to the Wasteland (Digital Re release)

### EPs
- 2011: Hasenhatz! (Eigenvertrieb)
- 2013: Es Regnet (Mutant-e Records)

## Belege
1. ↑  http://www.facebook.com/the.rabbit.at.war/info
2. ↑  Rabbit at War goes to Wacken! In: Danse Macabre Records. Abgerufen am 20. Juni 2023 (amerikanisches Englisch).
3. ↑  ~ Official Website Wave-Gotik-Treffen Leipzig ~. Abgerufen am 20. Juni 2023.
4. ↑  http://rabbitatwar.de/Promotion/BandInfo_Rabbit_at_War_neu.pdf
5. ↑  Zillo 11/2013